# Battaglia di Numajiri
La battaglia di Numajiri avvenne da maggio ad agosto 1584 tra gli Hōjō ed una coalizione dei clan Satake, Utsunomiya ed altri daimyō della provincia di Shimotsuke che cercarono di fermarne l'avanzata. La più grande caratteristica di questa battaglia nel nord Kantō fu l'utilizzo di oltre 8 000 fucili a miccia da parte della coalizione Satake-Utsunomiya. Il numero è superiore a quello della battaglia di Nagashino che fu di 3 000 fucili. La battaglia avvenne nello stesso periodo in cui si svolgeva la battaglia di Komaki e Nagakute nella provincia di Owari tra Toyotomi Hideyoshi e l'alleanza formata tra Oda Nobukatsu e Tokugawa Ieyasu. La coalizione Satake-Utsunomiya aveva l'appoggio di Toyotomi Hideyoshi e del clan Uesugi, mentre gli Hōjo quello dei Tokugawa.

## Antefatti
Dopo l'incidente di Honnō-ji gli Hōjō approfittarono subito del vuoto creatosi per scacciare il clan Oda dal Kantō sconfiggendo Takigawa Kazumasu nella battaglia di Kanagawa. Con la pace stipulata tra gli Hōjō ed i Tokugawa nel 1582 dopo il conflitto Tenshō-Jingo i due clan si divisero parte del Kantō, con le province di Shinano e Kai a quest'ultimi e la provincia di Kazusa agli Hōjō.
Satake Yoshishige, Utsunomiya Kunitsuna ed altri signori del nord del Kantō si allearono e mossero contro le fortezze Hōjō nella provincia di Shimotsuke. All'inizio di aprile Sanō Sotsuna, Yūra Kokushigeru e Nagao Arawacho attaccarono il castello di Koizumi difeso dai servitori Hōjō Tomioka Hidetaka e Shiro Koizumi. Pochi giorni dopo Satake Yoshishige e Utsunomiya Kunitsuna si mossero verso il castello di Koyama. Fu l'inizio della cosiddetta battaglia di Numajiri.

## La battaglia
Dopo esser venuti a conoscenza dell'assedio del castello di Koizumi, una grande armata Hōjō partì per prestar soccorso. I due grossi eserciti si affrontarono in maggio nel nord dell'attuale Fujioka. La battaglia rimase in stallo per circa 110 giorni, e ci furono numerose schermaglie minori da parte di servitori di entrambe le parti dietro agli schieramenti. Tuttavia nonostante la superiorità numerica gli Hōjō non riuscirono a sfondare le linee Satake, soprattutto per l'utilizzo da parte di quest'ultimi di oltre 8 000 fucili a miccia. Verso la fine di agosto la battaglia si concluse con un trattato di pace.

## Conseguenze
Nonostante la brillante audacia di Satake Yoshishige che riuscì a fermare gli Hōjō portandogli molta fama, la battaglia non ebbe nessun vincitore vero e proprio.